# Grup lineal general
En matemàtiques, el grup lineal general de mida n sobre un cos K o un anell A és el conjunt de les matrius invertibles quadrades de mida n×n amb coeficients a K o A amb l'operació de composició o multiplicació de matrius usual. És un grup que es denota GL(n,A) o GLn(A).
La composició o multiplicació de dues matrius A i B és:
{\displaystyle (AB)_{i,j}=\sum _{r=1}^{n}A_{i,r}B_{r,j}}
on {\displaystyle A_{i,j}} indica les coordenades de A a la casella i,j.
El grup lineal és grup en tant que:
- La composició és associativa.
- Existeix l'element neutre (la matriu identitat d'ordre n).
- La composició de matrius invertibles és una matriu invertible, que pertany al grup lineal.

## Relació amb altres estructures algebraiques
L'existència d'isomorfismes entre el grup lineal general i altres estructures algebraiques, així com l'existència de subgrups, ens permet analitzar i resoldre analíticament, fent servir nombres, gran quantitat de problemes, així com entendre millor aquestes estructures.

### Espais vectorials
El conjunts dels automorfismes d'un espai vectorial V de dimensió finita n sobre un cos K és isomorf al GL(n,K), i que molt sovint es denota directament GL(V). Aquest isomorfisme no és natural perquè cal escollir una base que ens permet associar a cada automorfisme una matriu invertible.

### Subgrups

#### Grup lineal especial
El grup especial lineal d'ordre n, que denotem SL(n,A), és el conjunt de les matrius amb determinant 1 amb la composició. SL(n,A) és un subgrup normal de GL(n,A).

#### Subgrup diagonal
El conjunt de les matrius diagonals de rang n és un subgrup de GL(n,A). Pot subdividir-se en més subgrups com ara les matrius escalars (múltiples per un escalar de la matriu identitat.

#### Grups clàssics
Els anomenats grups clàssics són subgrups de GL(n,A) que es caracteritzen per poder representar algun tipus d'aplicació que conserva una forma bilineal o hermítica com ara els productes escalars o unitaris:
- Grup ortogonal, O(V), que conserva formes quadràtiques no degenerades a V. En particular, pot representar aplicacions que conserven el producte escalar.
- Grup simplèctic, Sp(V), que conserva formes simplèctiques a V (forma alternada no degenerada),
- Grup unitari, U(V), que quan V és un espai vectorial sobre el cos dels complexos, conserva una forma hermítica no degenerada a V.